# Mutluluk
Pour plus de détails, voir Fiche technique et Distribution.
Mutluluk (en anglais Bliss) est un film dramatique turc sorti en 2007, réalisé par Abdhullah Oğuz. Ce film est l'adaptation du roman de Zülfü Livaneli Délivrance publié en 2002.

## Synopsis
Une jeune femme, Meryem, est retrouvée inconsciente sur le bord d’un lac par un berger. Elle a apparemment été violée. Lorsqu’elle reprend conscience, elle se trouve enfermée dans une pièce sombre. Sa belle-mère, Döne, lui explique qu'elle doit mettre fin à ses jours parce qu'en se faisant « souiller » elle a fait honte à sa famille. Meryem utilise donc la corde fournie par sa belle-mère et s'apprête à se donner la mort. Elle finit par renoncer en raison de l'injustice de la situation et par provocation face à Döne, qui ne manifeste aucun signe de tristesse.
Son oncle Ali Riza, homme autoritaire et personnalité importante du village, décide alors de demander à son fils, Cemal, qui vient justement de terminer son service militaire, d’emmener la jeune femme à Istanbul, où vit un autre de ses fils. Ali Riza estime qu’il est plus prudent de faire exécuter Meryem dans l'immense métropole, loin du petit village d’Anatolie où ils vivent.
Cemal part ainsi avec Meryem le lendemain matin pour Istanbul, armé d’un pistolet offert par son père. Il n'a cependant pas la force de la tuer une fois arrivés à destination. Ne pouvant rentrer au village, ils décident de fuir tous les deux. Grâce à une connaissance, Cemal trouve un travail dans une pisciculture, où il peut loger avec Meryem.
Un soir, un certain Irfan, dont le bateau est tombé en panne, demande à pouvoir passer la nuit auprès d'eux. Celui-ci est un professeur d’université fortuné, qui a quitté sa femme et a décidé de changer de vie, en recherche d’une existence plus saine et paisible, loin de l'hypocrisie de son milieu. À bord de son bateau à voile, il vogue sans but précis, en solitaire.
Le lendemain, alors que les deux hommes sont allés chercher la pièce de rechange nécessaire à la réparation du bateau, le responsable de la pisciculture arrive. Il a visiblement reçu des menaces, et il les prie de partir au plus vite. Irfan leur propose alors de venir avec lui et de travailler sur le bateau : Cemal sera pilote-adjoint et Meryem cuisinière.
Irfan est persuadé de s'être fait de nouveaux amis, simples et authentiques. Cemal se comporte avec lui avec respect. Mais le trio appartient à deux mondes qui se comprennent à peine : d'un côté la haute société turque, instruite, moderne et presque occidentalisée, de l'autre la société rurale, pauvre et traditionnelle. C'est la raison pour laquelle Cemal reste distant et méfiant envers les intentions du professeur. De plus, il est traumatisé par son expérience militaire, où il a servi dans les troupes de commando, face à la guérilla kurde. Pour éviter tout questionnement sur ses rapports avec la jeune fille, il fait croire à Irfan que Meryem et lui sont mari et femme, et qu'ils sont venus chercher du travail.
Entre-temps, Ali Riza, qui a compris que son fils n'a pas accompli son devoir, arrive à Istanbul avec ses hommes, bien décidé à retrouver les fugitifs coûte que coûte et à exécuter la jeune fille.
Sur le bateau, les relations se compliquent. À l'occasion d'un impair, Irfan comprend que les deux jeunes ne sont pas mariés et qu'ils lui cachent quelque chose. Un jour, alors que le bateau fait escale, la femme d'Irfan vient à leur rencontre. Elle traite son mari avec mépris, et l'informe qu'elle a entamé une procédure de divorce. En partant, par envie de vengeance, elle glisse à Cemal qu'il ferait bien de se méfier d'Irfan. Les tensions vont alors monter d'un cran. Mais soudain, Meryem est kidnappée par les hommes d'Ali Rıza. C'est seulement lors du dénouement de cet enlèvement que l'on découvre l'identité du violeur de la jeune fille.

## Fiche technique
- Titre : Mutluluk
- Réalisation : Abdullah Oguz
- Scénario : Elif Ayan, Abdullah Oguz, Kubilay Tunçer, Sirri Süreyya Önder d'après le roman de Zülfü Livaneli
- Musique : Zülfü Livaneli
- Photographie : Mirsad Herovic
- Montage : Abdullah Oguz et Levent Çelebi
- Production : Abdullah Oguz
- Société de production : ANS Production, Highway Productions, DTVR Dogan TV Radyo, FONO Film et Max Productions
- Pays :  Turquie et  Grèce
- Genre : Drame
- Durée : 105 minutes
- Dates de sortie : 
  -  Turquie : 16 mars 2007

## Distribution
- Talat Bulut (en) : Irfan
- Özgü Namal : Meryem
- Murat Han : Cemal
- Mustafa Avkıran : Ali Rıza
- Emin Gürsoy : Tahsin
- Şebnem Kösten : Döne

## Autour du film
Ce film présente la complexité de la société turque et la persistance de coutumes et d’un sexisme d’un autre temps. Le thème principal du film est la place de la femme en Turquie aujourd’hui. Meryem, peu éduquée et maltraitée tout au long son enfance, se retrouve à l’âge adulte soumise aux volontés des hommes l’entourant (son violeur, Ali Riza, Cemal, Irfan). On observe tout au long du film que sa parole n’a aucune importance pour ceux qui l’entourent. Que ce soit l’ancien soldat issu d’une ruralité bloquée dans des coutumes anciennes (Cemal) ou le professeur cosmopolite aux mœurs libérées (Irfan) tous deux pensent savoir ce qui est bon pour la jeune femme, sans à aucun moment lui demander son avis[réf. souhaitée].
Ce bateau à voile semble être, pour Meryem qui a toujours rêvé de voir la mer, un symbole de liberté. Irfan lui accorde en effet une attention qu’elle n’avait jamais connu de la part d’un homme agissant avec bienfaisance. La mise en scène offre de magnifiques images du paysage idyllique sur ce bateau. À l’inverse, les images filmées sur terre sont plus sombres, symbolisant la dureté de la vie et l’importance des normes imposés par les hommes[réf. souhaitée].

## Lieux de tournage
- Haydarpaşa, Kadıköy, Istanbul, Turquie
- Bodrum, Muğla, Turquie
- Village de Taşkale, Sincik, Adıyaman, Turquie

## Caractéristiques techniques
- Sortie le 16 mars 2007.
- 123 min, couleur, 35 mm
- Box Office : 4 537 216,50[1][Quoi ?]

## Réception critique
Sur le site IMBd, le film reçoit le score de 7,6/10 sur la base de 7 116 critiques.
Sur le site Metacritic, le film est crédité d’un score de 71 % sur la base de sept critiques de professionnels. Stephen Holden du New York Times loue la qualité de la photographie et écrit que Mutluluk est un repère du cinéma turc contemporain.
Le film a ouvert le 2007 Asian Film Festival de Mumbai et le MedFilm Festival à Rome.

## Récompenses
Le film a gagné le prix du public et le prix du jury jeune au festival du film turc de Nuremberg en 2008. Il a aussi remporté le prix du public au festival international du film de Miami en 2008.
Mutluluk s’est vu décerner le prix Odyssée – Conseil de l’Europe pour les droits de l'Homme en 2007.